# Primera División 1993-1994 (Argentina)
L'edizione 1993-1994 della Primera División argentina fu la quarta ad essere disputata con la formula dei tornei di Apertura e Clausura. L'Apertura 1993 fu vinto dal River Plate, mentre nel Clausura 1994 prevalse l'Independiente. Il Vélez Sársfield vinse il suo primo trofeo internazionale, imponendosi nella Coppa Libertadores 1994.

## Torneo di Apertura
|  | Pos. | Squadra             | Pt | G  | V | N  | P | GF | GS | DR  |
|  | ---- | ------------------- | -- | -- | - | -- | - | -- | -- | --- |
|  | 1.   | River Plate         | 24 | 19 | 9 | 6  | 4 | 29 | 17 | 12  |
|  | 2.   | Vélez Sársfield     | 23 | 19 | 8 | 7  | 4 | 19 | 14 | 5   |
|  | 3.   | Racing Avellaneda   | 23 | 19 | 8 | 7  | 4 | 23 | 20 | 3   |
|  | 4.   | Boca Juniors        | 22 | 19 | 8 | 6  | 5 | 25 | 12 | 13  |
|  | 5.   | Independiente       | 22 | 19 | 7 | 8  | 4 | 27 | 20 | 7   |
|  | 6.   | Lanús               | 22 | 19 | 6 | 10 | 3 | 23 | 18 | 5   |
|  | 7.   | Gimnasia La Plata   | 21 | 19 | 6 | 9  | 4 | 21 | 15 | 6   |
|  | 8.   | San Lorenzo         | 21 | 19 | 8 | 5  | 6 | 23 | 20 | 3   |
|  | 9.   | Banfield            | 20 | 19 | 6 | 8  | 5 | 20 | 17 | 3   |
|  | 10.  | Ferro Carril Oeste  | 19 | 19 | 4 | 11 | 4 | 17 | 20 | -3  |
|  | 11.  | Argentinos Juniors  | 18 | 19 | 4 | 10 | 5 | 23 | 20 | 3   |
|  | 12.  | Huracán             | 18 | 19 | 5 | 8  | 6 | 22 | 23 | -1  |
|  | 13.  | Textil Mandiyú      | 17 | 19 | 5 | 7  | 7 | 25 | 24 | 1   |
|  | 14.  | Platense            | 17 | 19 | 4 | 9  | 6 | 22 | 24 | -2  |
|  | 15.  | Newell's Old Boys   | 17 | 19 | 4 | 9  | 6 | 16 | 22 | -6  |
|  | 16.  | Gimnasia y Tiro     | 16 | 19 | 5 | 6  | 8 | 16 | 25 | -9  |
|  | 17.  | Belgrano de Córdoba | 16 | 19 | 4 | 8  | 7 | 18 | 30 | -12 |
|  | 18.  | Rosario Central     | 15 | 19 | 2 | 11 | 6 | 15 | 24 | -9  |
|  | 19.  | Deportivo Español   | 15 | 19 | 3 | 9  | 7 | 8  | 20 | -12 |
|  | 20.  | Estudiantes         | 14 | 19 | 3 | 8  | 8 | 16 | 23 | -7  |

### Marcatori
| Pos. | Giocatore          | Squadra      | Gol |
| ---- | ------------------ | ------------ | --- |
| 1    | Sergio Martínez    | Boca Juniors | 12  |
| 2    | Eduardo Bennett    | San Lorenzo  | 8   |
| 2    | Ramón Medina Bello | River Plate  | 8   |
| 2    | Claudio Spontón    | Platense     | 8   |

## Torneo di Clausura
|  | Pos. | Squadra             | Pt | G  | V  | N  | P | GF | GS | DR  |
|  | ---- | ------------------- | -- | -- | -- | -- | - | -- | -- | --- |
|  | 1.   | Independiente       | 26 | 19 | 8  | 10 | 1 | 32 | 13 | 19  |
|  | 2.   | Huracán             | 25 | 19 | 10 | 5  | 4 | 25 | 22 | 3   |
|  | 3.   | Rosario Central     | 23 | 19 | 8  | 7  | 4 | 26 | 14 | 12  |
|  | 4.   | San Lorenzo         | 23 | 19 | 8  | 7  | 4 | 22 | 15 | 7   |
|  | 5.   | River Plate         | 21 | 19 | 7  | 7  | 5 | 24 | 14 | 10  |
|  | 6.   | Platense            | 21 | 19 | 7  | 7  | 5 | 28 | 23 | 5   |
|  | 7.   | Boca Juniors        | 20 | 19 | 6  | 8  | 5 | 25 | 19 | 6   |
|  | 8.   | Banfield            | 20 | 19 | 8  | 4  | 7 | 23 | 20 | 3   |
|  | 9.   | Belgrano de Córdoba | 19 | 19 | 6  | 7  | 6 | 16 | 17 | -1  |
|  | 10.  | Newell's Old Boys   | 19 | 19 | 7  | 5  | 7 | 16 | 18 | -2  |
|  | 11.  | Lanús               | 19 | 19 | 6  | 7  | 6 | 23 | 26 | -3  |
|  | 12.  | Racing Avellaneda   | 19 | 19 | 6  | 7  | 6 | 14 | 17 | -3  |
|  | 13.  | Argentinos Juniors  | 18 | 19 | 3  | 12 | 4 | 23 | 24 | -1  |
|  | 14.  | Deportivo Español   | 17 | 19 | 3  | 11 | 5 | 13 | 20 | -7  |
|  | 15.  | Ferro Carril Oeste  | 16 | 19 | 5  | 6  | 8 | 13 | 17 | -4  |
|  | 16.  | Estudiantes         | 16 | 19 | 5  | 6  | 8 | 23 | 29 | -6  |
|  | 17.  | Gimnasia La Plata   | 16 | 19 | 5  | 6  | 8 | 20 | 29 | -9  |
|  | 18.  | Vélez Sársfield     | 15 | 19 | 4  | 7  | 8 | 23 | 31 | -8  |
|  | 19.  | Gimnasia y Tiro     | 14 | 19 | 4  | 6  | 9 | 15 | 26 | -11 |
|  | 20.  | Textil Mandiyú      | 13 | 19 | 3  | 7  | 9 | 17 | 27 | -10 |

### Marcatori
| Pos. | Giocatore       | Squadra      | Gol |
| ---- | --------------- | ------------ | --- |
| 1    | Hernán Crespo   | River Plate  | 11  |
| 1    | Marcelo Espina  | Platense     | 11  |
| 3    | Sergio Martínez | Boca Juniors | 8   |
| 3    | Claudio Spontón | Platense     | 8   |

## Retrocessioni
| Squadra             | Media | Punti | Giocate | 1991-92 | 1992-93 | 1993-1994 |
| ------------------- | ----- | ----- | ------- | ------- | ------- | --------- |
| River Plate         | 1.281 | 146   | 114     | 55      | 46      | 45        |
| Boca Juniors        | 1.228 | 140   | 114     | 50      | 48      | 42        |
| Vélez Sársfield     | 1.175 | 134   | 114     | 48      | 48      | 38        |
| Independiente       | 1.096 | 125   | 114     | 36      | 41      | 48        |
| Huracán             | 1.088 | 124   | 114     | 38      | 43      | 43        |
| San Lorenzo         | 1.079 | 123   | 114     | 34      | 45      | 44        |
| Banfield            | 1.053 | 40    | 38      | N/A     | N/A     | 40        |
| Deportivo Español   | 1.035 | 118   | 114     | 45      | 41      | 32        |
| Lanús               | 1.026 | 78    | 76      | N/A     | 37      | 41        |
| Racing Avellaneda   | 1.026 | 117   | 114     | 39      | 36      | 42        |
| Gimnasia La Plata   | 0.982 | 112   | 114     | 41      | 34      | 37        |
| Rosario Central     | 0.974 | 111   | 114     | 34      | 39      | 38        |
| Ferro Carril Oeste  | 0.965 | 110   | 114     | 37      | 38      | 35        |
| Belgrano de Córdoba | 0.947 | 108   | 114     | 35      | 38      | 35        |
| Platense            | 0.947 | 108   | 114     | 42      | 28      | 38        |
| Newell's Old Boys   | 0.921 | 105   | 114     | 44      | 25      | 36        |
| Argentinos Juniors  | 0.912 | 104   | 114     | 35      | 33      | 36        |
| Textil Mandiyú      | 0.877 | 100   | 114     | 33      | 37      | 30        |
| Estudiantes         | 0.851 | 97    | 114     | 29      | 38      | 30        |
| Gimnasia y Tiro     | 0.789 | 30    | 38      | N/A     | N/A     | 30        |

L'Estudiantes e il Gimnasia y Tiro furono retrocessi in Primera B Nacional.